# Bess Meredyth
Bess Meredyth (Buffalo, 12 de fevereiro de 1890 - Los Angeles, 13 de julho de 1969) foi uma roteirista e atriz estadunidense. Ela foi um dos 36 fundadores da Academia de Artes e Ciências Cinematográficas.
Meredyth recebeu duas indicações ao Oscar de Melhor Roteiro por A Woman of Affairs e Wonder of Women, na segunda cerimônia do Oscar, realizada em 1930.